# Polzela

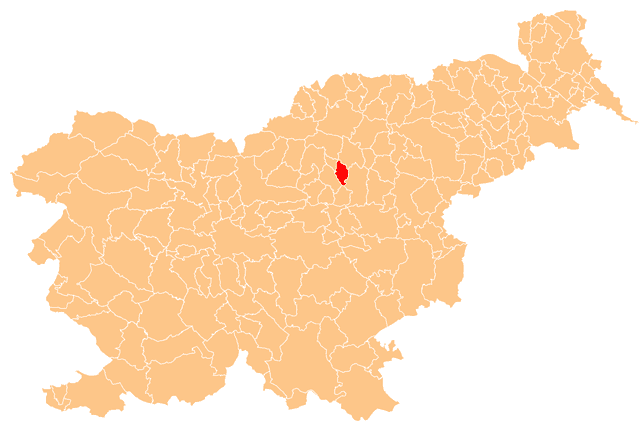
Polzelas läge i Slovenien.

Polzela är en kommun i centrala Slovenien med 5 417 invånare (2002).